# Mehatronika
Mehatronika je interdisciplinarna grana inženjerstva koja se bavi interakcijom komponenti i modula strojarstva, elektronike i računarstva u mehatroničkim sustavima. 
Pojam mehatronika nastao je spajanjem engleskih izraza Mechanical Engineering i Electronic Engineering, a skovala ga je 1969. godine japanska tvrtka Yaskawa Electric Corporation.
Ima podrijetlo u preciznoj mehanici. Kasnije je povezana i s računalnim znanostima. Omogućuje stvaranje jednostavnih, ekonomičnih, pouzdanih i svestranih sustava.
Pojam mehatronika u posljednjih je nekoliko godina uveden u cijelome svijetu. 

## Vanjske poveznice
- Zavod za elektrostrojarstvo i automatizaciju  Arhivirana inačica izvorne stranice od 26. studenoga 2010. (Wayback Machine)
- Mehatronika Hrvatska tehnička enciklopedija, portal hrvatske tehničke baštine. LZMK